# Museu de Anatomia Veterinária da Faculdade de Medicina Veterinária e Zootecnia da USP
O Museu de Anatomia Veterinária (MAV) é um museu aberto para visitação pública desde 1984. Antes disso era utilizado apenas por docentes em suas aulas. É ligado à Faculdade de Medicina Veterinária e Zootecnia da USP, localizado na Cidade Universitária Armando de Salles Oliveira, zona Oeste da capital. Seu nome oficial é "Museu de Anatomia Veterinária Prof. Dr. Plínio Pinto e Silva", dado em homenagem ao professor Plínio Pinto e Silva ( 4 de agosto de 1912 - 29 de novembro de 2005 ), médico veterinário e membro da Academia Paulista de Medicina Veterinária, pioneiro na obtenção do título de ''Livre Docente'' na Faculdade de Medicina Veterinária da USP. Ele foi indicado em vinte e sete de outubro de 2006,para ser o Patrono da 29ª Cátedra da Academia Paulista da Medicina Veterinária. O museu apresenta peças preparadas, estudadas e colecionadas por professores, servidores e alunos da própria Faculdade ao longo de muitos anos. Entre os anos de 2004 e 2008, o MAV ficou fechado para visitação para acompanhar a transferência de sede da FMVZ da USP dentro da própria Cidade Universitária.
Atualmente, o museu da acesso livre e gratuito para os profissionais e estudantes da área de Medicina Veterinária e Zootecnia a um acervo científico online, que conta com uma coleção de dados e fotos de esqueletos, modelos anatômicos e animais preservados pelo Museu de Anatomia Veterinária (MAV) da Faculdade de Medicina Veterinária e Zootecnia da Universidade de São Paulo (FMVZ-USP) disponível em qualquer lugar do mundo através da plataforma Wikimedia Commons. O objetivo da universidade é pulicar as imagens e dados pertencentes do acervo do museu, podendo atingir o grande público de forma simples e ampla.

## Acervo

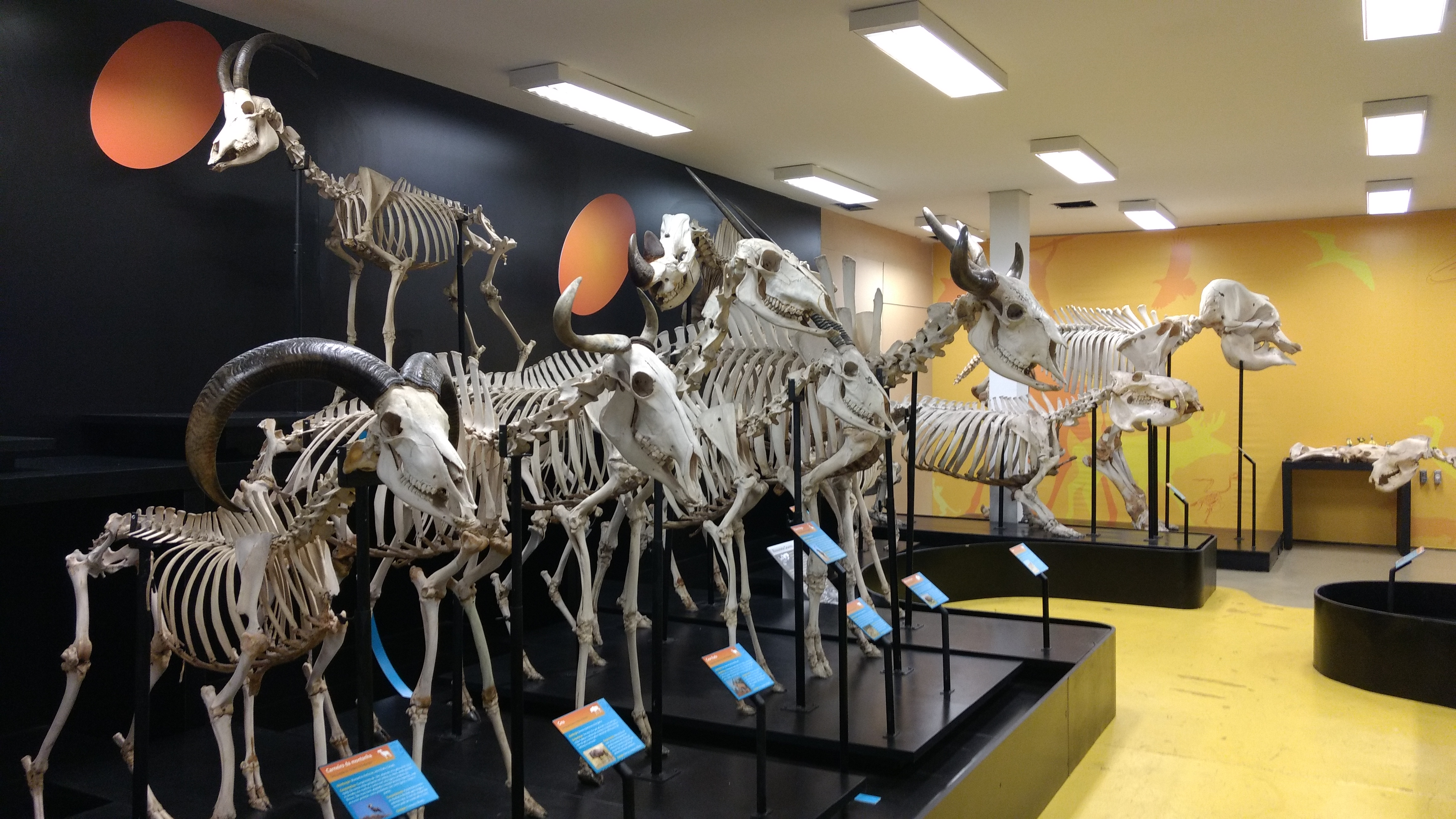

O museu conta com um vasto acervo, com cerca de (dois mil) 2.000 exemplares. A coleção é um resultado de doações, ensino, trabalhos de pesquisa e permuta. Incluem-se diversos animais taxidermizados, esqueletos, órgãos e modelos didáticos de diversas espécies de animais. A maioria das peças é de mamíferos, com representantes aquáticos, voadores, marsupiais, carnívoros, roedores, equídeos, bovídeos, suídeos e primatas, incluindo até a espécie humana. Porém, o museu exibe peças de anfíbios, peixes, aves e répteis. Além de um gigantesco esqueleto de um elefante indiano, um dos destaques do acervo é o esqueleto da fêmea de rinoceronte conhecida como Cacareco. Em algumas sessões, a exposição conta com esqueletos de animais reais.[carece de fontes?]
Com esse grande acervo, o museu despertou em muitas pessoas o interesse pela Medicina Veterinária e ampliação dos conhecimentos da profissão que dentre elas estão estudantes do Ensino Médio que estão às vésperas de escolher sua profissão. Além disso, por receber inúmeros grupos escolares e de terceira idade promove muito bem a troca de conhecimentos entre gerações em relação aos animais, seus esqueletos e até mesmo sobre o cargo de veterinário.
A riqueza do acervo atrai não apenas visitantes de fora da universidade, mas também alunos da própria faculdade, que buscam por meio de projetos de extensão e monitoria um contato mais próximo com o ambiente universitário e o acervo do museu, para acrescentar aos seus estudos.
| “                                                                                                | Faço parte de um projeto de extensão e decidi fazer a monitoria para ter um contato maior, principalmente com anatomia. Aqui encontramos peças que não existem em outros lugares. | ” |
| — Felipe Santo Vito, em 2015, então aluno no segundo ano do curso de Medicina Veterinária na USP | |   |

### Cacareco
Cacareco foi uma rinoceronte fêmea do Zoológico do Rio de Janeiro emprestada ao Zoológico de São Paulo que, nas eleições municipais de outubro de 1959 da cidade de São Paulo, recebeu cerca de 100 mil votos. À época, a eleição era realizada com cédulas de papel e os eleitores escreviam o nome de seu candidato de preferência.
Cacareco foi um dos mais famosos casos de voto de protesto ou voto nulo em massa da história da política brasileira, uma vez que se tornou o "candidato" mais votado do pleito: o partido mais votado não chegou nem a 95.000 votos.. Cacareco foi devolvida ao Zoológico do Rio de Janeiro no dia 1º de outubro de 1959, alguns dias antes da eleição e morreu no mês de dezembro do ano de 1962, de nefrite aguda.
Seus restos mortais foram levados de volta a São Paulo em 1984 e estão em exibição desde então no Museu de Anatomia Veterinária da Faculdade de Medicina Veterinária e Zootecnia da USP.

### Nandu
Nandu (1980 - 1988) foi uma orca do sexo masculino capturada na Islândia em novembro de 1983 que se apresentou no show Orca Show no Play Center, um conhecido parque de diversões brasileiro localizado na região oeste da cidade de São Paulo, de 1984 até 1988. Era do sexo masculino. Nasceu provavelmente em 1980 e morreu em 1988, de úlcera e câncer de fígado.
Logo após a captura, Nandu e mais duas orcas foram enviadas para o Saedyrasafnid Aquarium na Islândia para aguardarem a sua transferência. Tilikum foi comprado pelo Canada’s Sealand of the Pacific e foi transferido em 11 de novembro de 1984. Originalmente, Nandu e Samoa deveriam ter sido vendidas para a Itália, mas as negociações falharam e as duas orcas foram colocadas em um avião Boeing 737 da Eagle Air of Iceland (Arnarflugs) em Keflavík com destino a Frankfurt, de onde partiram em um voo fretado da Lufthansa para a grande metrópole de São Paulo, onde seriam recebidas pelo parque Play Center.

### Teteia
Tetéia foi uma hipopótamo fêmea do Parque Zoológico de São Paulo. Tendo chegado a São Paulo com apenas 5 anos de idade em 1964 vinda de Córdoba, Argentina, era o animal mais antigo do zoológico. Foi sacrificada no dia 5 de agosto de 2011 após um declínio clínico que devido a sua idade avançada era irreversível.Entre as causas da debilidade de Tetéia estão o câncer, a sarcoma dos músculos e vasos sanguíneos com metástases no pulmão e coração, mas a hipopótamo também sofria de insuficiência renal crônica, anemia, artrose nas patas, problemas odontológicos e úlceras na língua e bochechas
Motivada pela morte de Tetéia, o Zoológico de São Paulo e o hospital A.C. Camargo iniciaram em 2012 um projeto para montar um banco de tumores dos animais do parque.O câncer de Tetéia era raro, sendo apenas o segundo registro no mundo da doença em hipopótamos.

### Exposições
- Dimensões do corpo: da anatomia à microscopia.[22] Inaugurada para visitação em setembro de 2010,[23] essa exposição pretende exibir detalhadamente as partes interna e externa dos animais, mas o destaque vai para o funcionamento de órgãos como coração, rins e fígado [24] Com um modelo didático e o auxilio de painéis explicativos, a exposição é organizada em cinco módulos: A FMVZ da USP e a sua história; o que é anatomia; origem e diversidade das espécies; anatomia dos órgãos e sistemas; e osteologia e morfologia dos mamíferos.[25] A exposição conta com mais de 1.000 exemplares, organizados de acordo com diferentes temas, como por exemplo: técnicas de preparação das peças anatômicas expostas, anatomia de crânios e dentes, anatomia e hábitos alimentares das aves que voam, cetáceos, sistema cardíaco e respiratório, sistema urogenital e fetos, sistema imunológico, endócrino e digestório, sistema muscular, nervoso, tegumentar e esquelético, classificação e anatomia da ordem dos mamíferos, anatomia das aves que não voam, felinos de todos os tamanhos (dos pequenos aos maiores), primatas, canídeos, animais marinhos, répteis, anfíbios e osteologia canina.[26]

### Loja
O museu mantém uma loja que oferece diversos itens como camisetas, lápis, marcadores de página de livro, canetas, bonés e alguns outros produtos para levar para casa como uma recordação.

### Programação infantil
Em 2017, o museu abriu suas portas durante as férias escolares (nos dias 25 e 26 de janeiro) para crianças de 06 a 14 anos terem acesso a exposição "Dimensões do corpo: da anatomia à microscopia" com uma visita guiada. A visita também contou com atividades lúdicas e educativas, jogos de anatomia, oficinas temáticas e contação de histórias com temas que remetem à temática do museu, como diversidade biológica e cuidado com os animais.

## Curiosidades

### Conservação das peças
O uso das peças dos animais que morrem por doenças ou causas naturais é importante como material de estudo anatômico. O museu então pesquisou maneiras para a preservação e conservação dessas peças, para que ficassem em bom estado de uso. No caso dos ossos, eles decidiram utilizar uma técnica que faz parte das osteotécnicas, que consiste na conservação a seco, onde eles maceram os tecidos moles para total limpeza dos ossos, depois são clareados, desengordurados e colocados a secar naturalmente. Após a secagem os ossos já podem ser utilizados para a construção dos esqueletos procedentes ou para uso individual.
Para a preservação do coração, depois de sua dissecção (separação do coração com o resto do corpo do animal), são encontradas diversas técnicas. A técnica utilizada só pode ser escolhida a partir da decisão de qual estudo será desenvolvido, como:
- Conservação do formato e do aspecto do coração, é usado o método de fixação;
- Para o estudo das cavidades, é usado o método de modelagem;
- Para o estudo de suas estruturas internas, é usado o método de diafanização;
- Para o estudo da distribuição dos vasos em órgãos, ou é usado o método de diafanização, ou de corrosão.

Para conservar órgãos maciços são utilizados os métodos de dissecção e fixação, como os rins e para a melhor aparência de seus vasos sanguíneos, são usadas injeções de látex. Já os órgãos ocos, como o estômago, podem ser conservados a seco, como os ossos.

## Visitação
A visita conta com diversas etapas, passando pela história da Faculdade de Medicina Veterinária e Zootecnia da USP, pela origem da medicina veterinária, até a osteologia (estudo dos ossos e esqueleto).
O museu pode ser visitado de terças às sextas-feiras das 9 horas da manhã até às 5 horas da tarde e de sábados das 9 horas da manhã às duas horas da tarde. O ingresso custa, atualmente, 6 reais, sendo que estudantes podem adquirir meia-entrada. As visitas individuais ou em pequenos grupos não exigem agendamento, porém para grandes grupos (ONG e Instituições)  é preciso agendar a visita pelo próprio site do museu.
Para conhecer um pouco mais sobre a anatomia de alguns animais, os visitantes podem acompanhar uma aula de veterinária durante o passeio no museu.[carece de fontes?]
O MAV é considerado um dos mais importantes do país e recebeu uma média de 7 mil e 600 pessoas nos últimos anos, sendo os grupos escolares correspondentes a cerca de 80% do total de visitantes, especialmente aqueles cursando o ensino médio.
O local conta ainda com uma pequena loja na qual podem ser adquiridos itens como camisetas, bonés, canetas e miniaturas de animais, as quais o visitante pode levar como recordação.[carece de fontes?]

### Guia para professores
Em 17 de outubro de 2015, durante a Virada Científica da Universidade de São Paulo, foi lançado o Guia MAV para Professores - Ensino Fundamental 1. O objetivo desta publicação é destacar peças do acervo que podem ser usadas em salas de aula pelos professores do Ensino Fundamental 1. O Guia conta com 58 páginas ilustradas e é distribuído a professores que participam dos treinamentos oferecidos pelo MAV.[carece de fontes?]

## Licenciamento e popularização do acervo
Em 2016, o MAV promoveu em parceria com o Centro de Pesquisa, Inovação e Difusão em Neuromatemática uma iniciativa para relicenciar abertamente as imagens de seu acervo.

### Acervo permanente

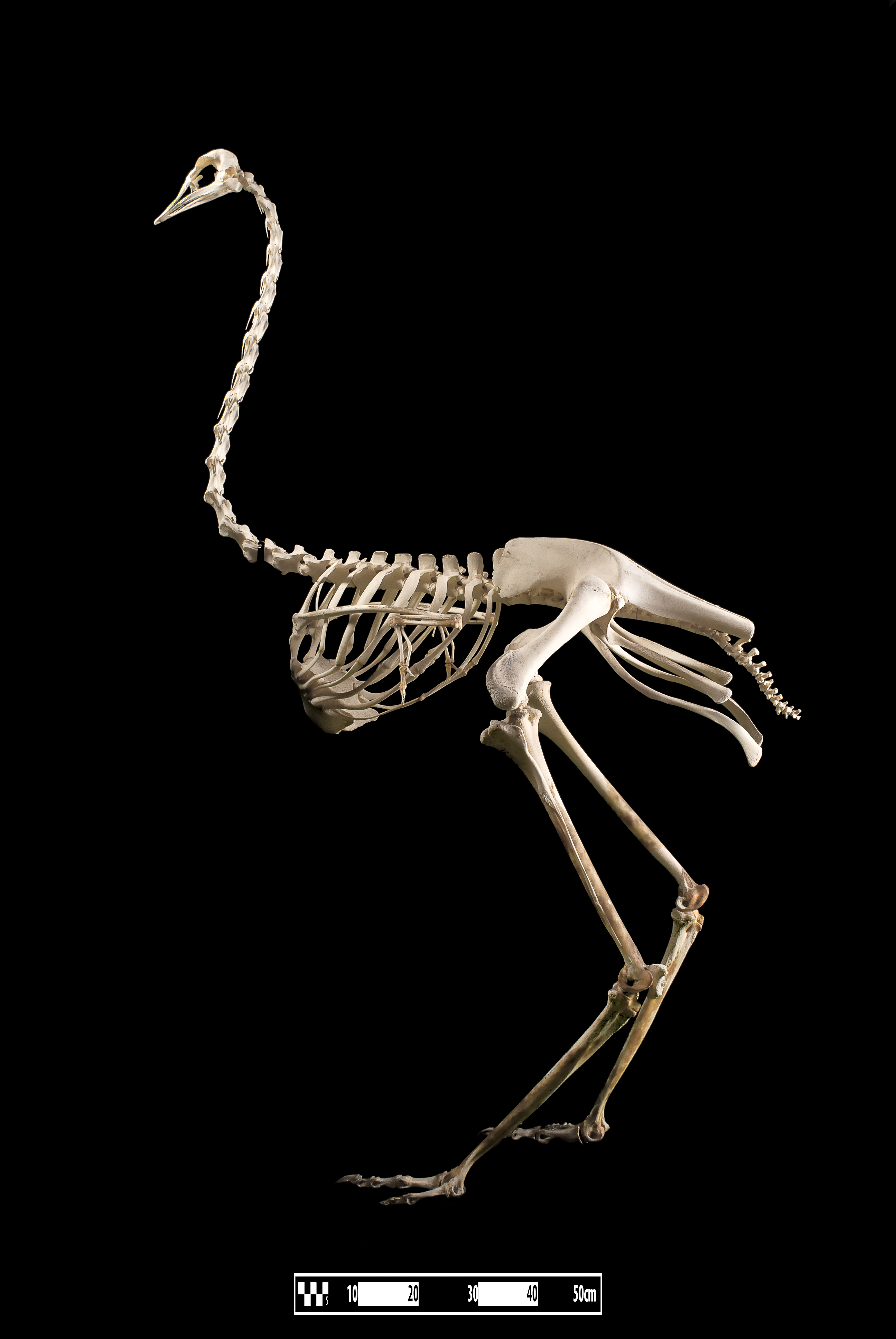
Esqueleto de avestruz
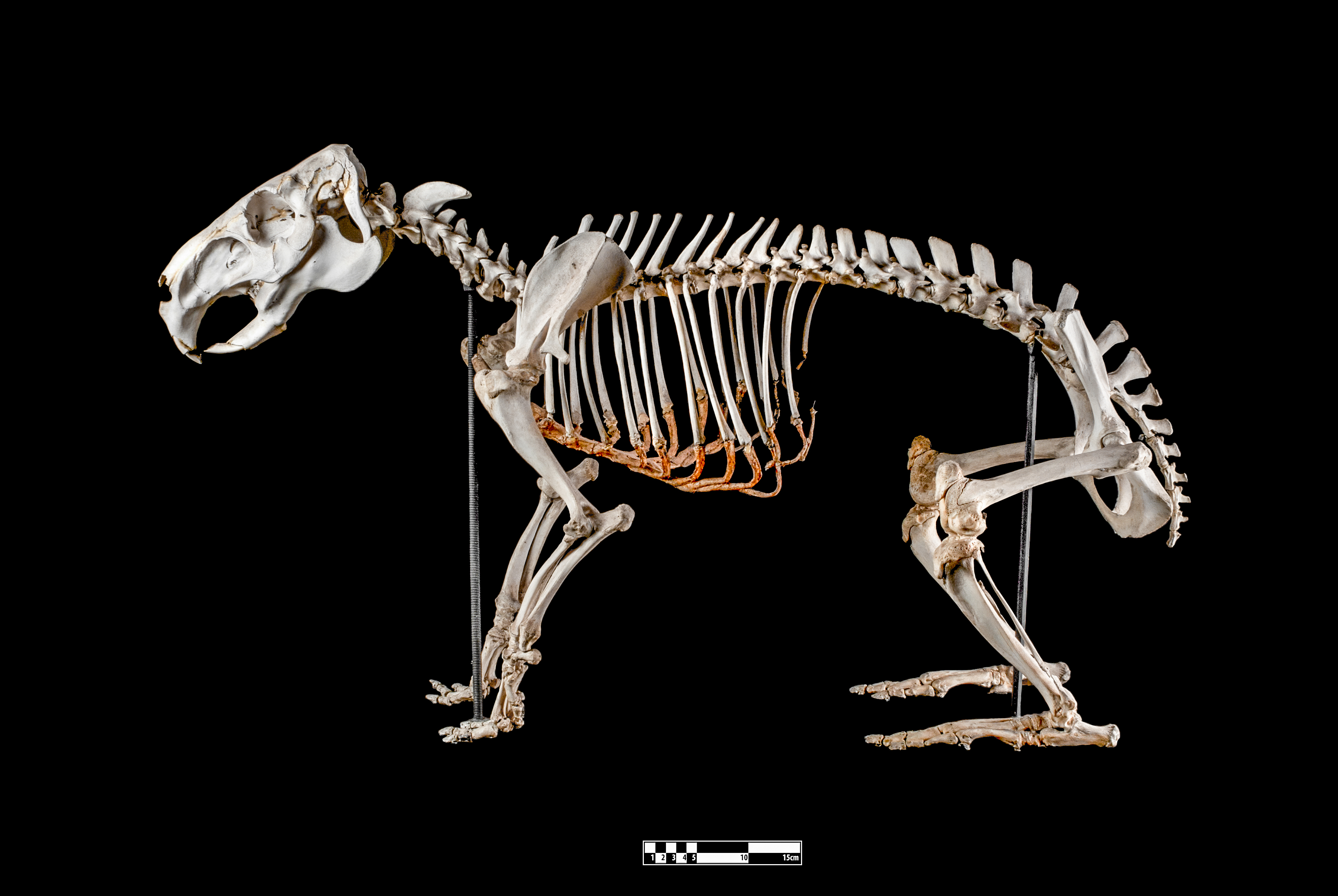
Esqueleto de capivara
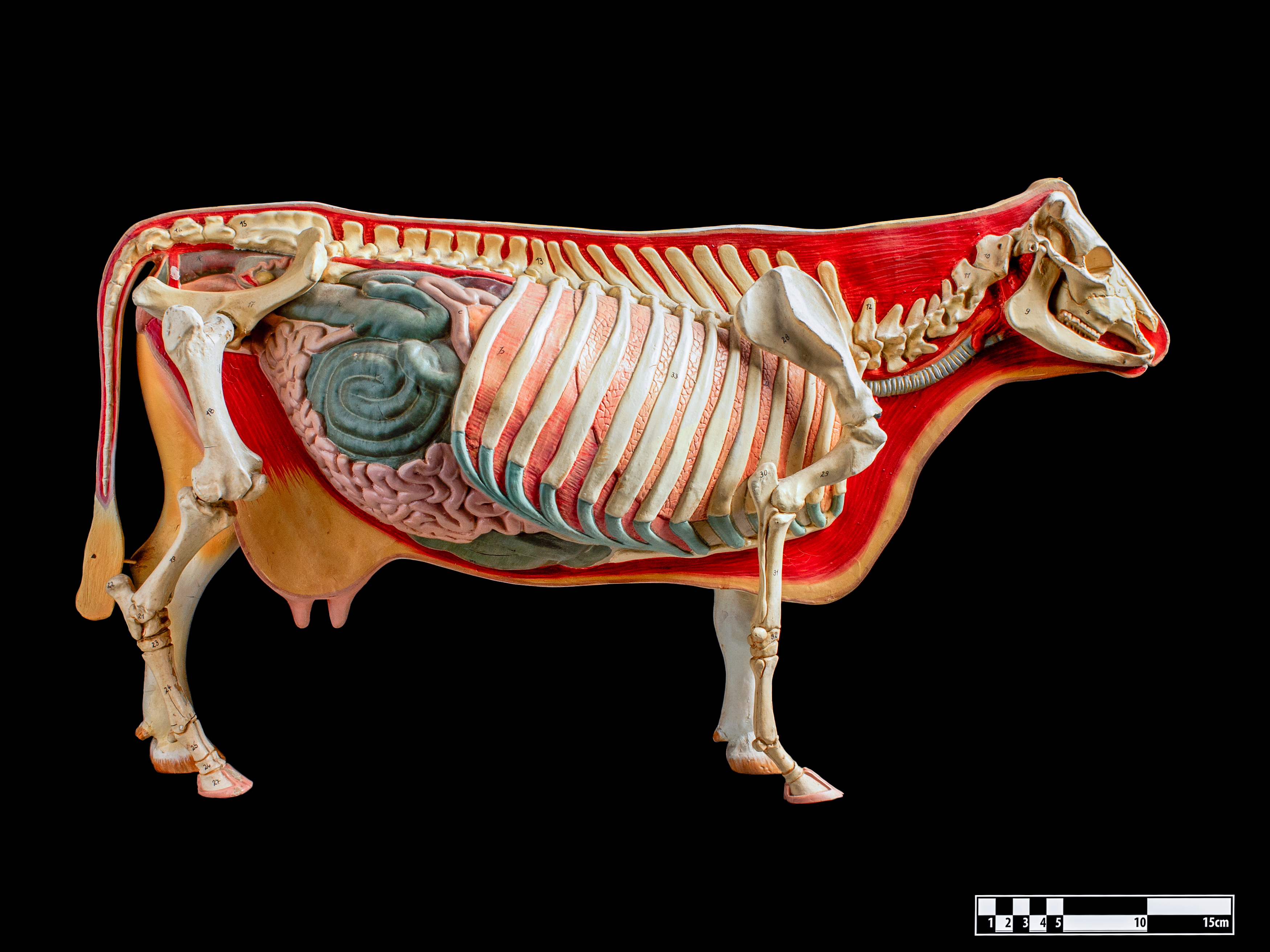
Modelo anatômico bovino
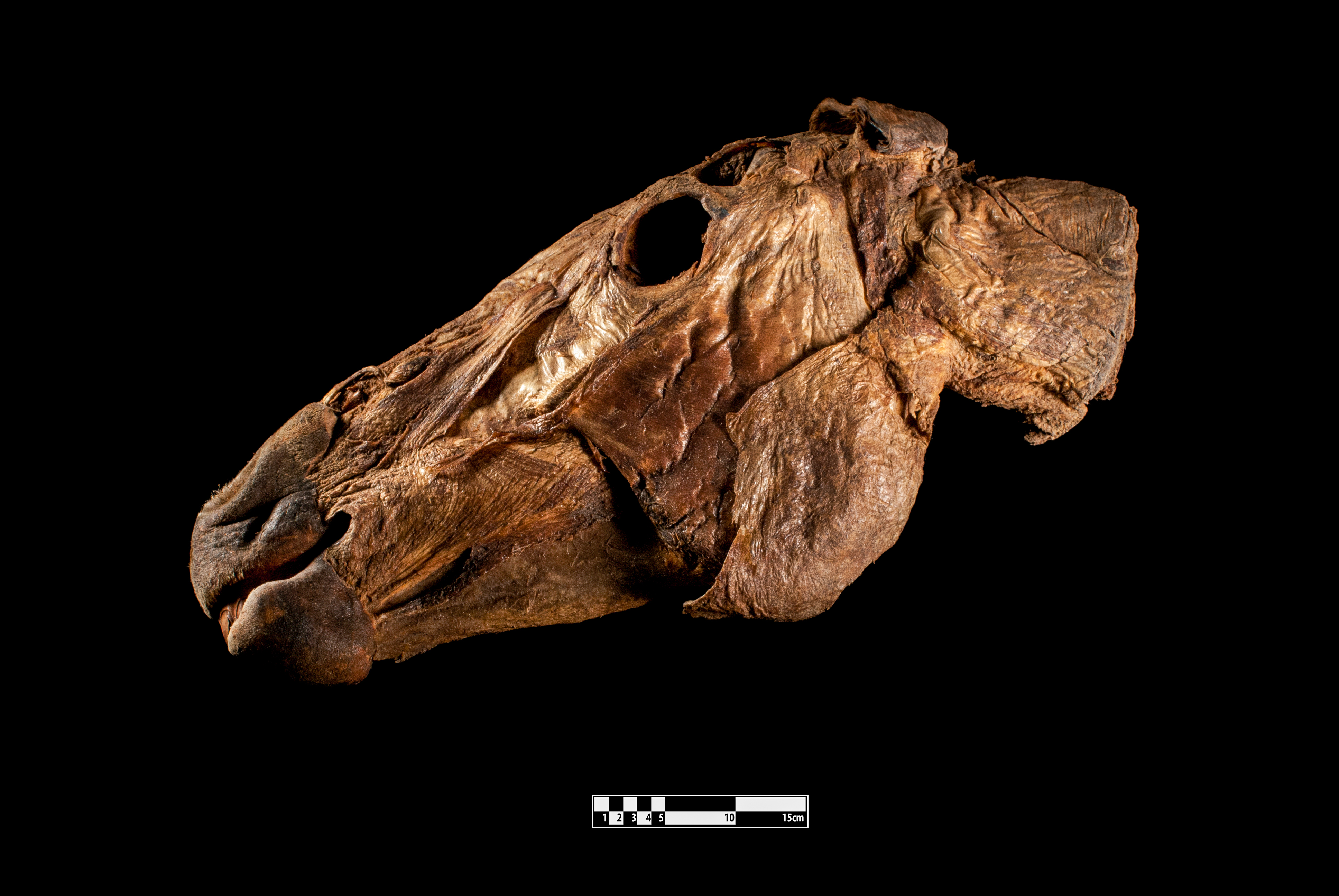
Cabeça de cavalo desidratada
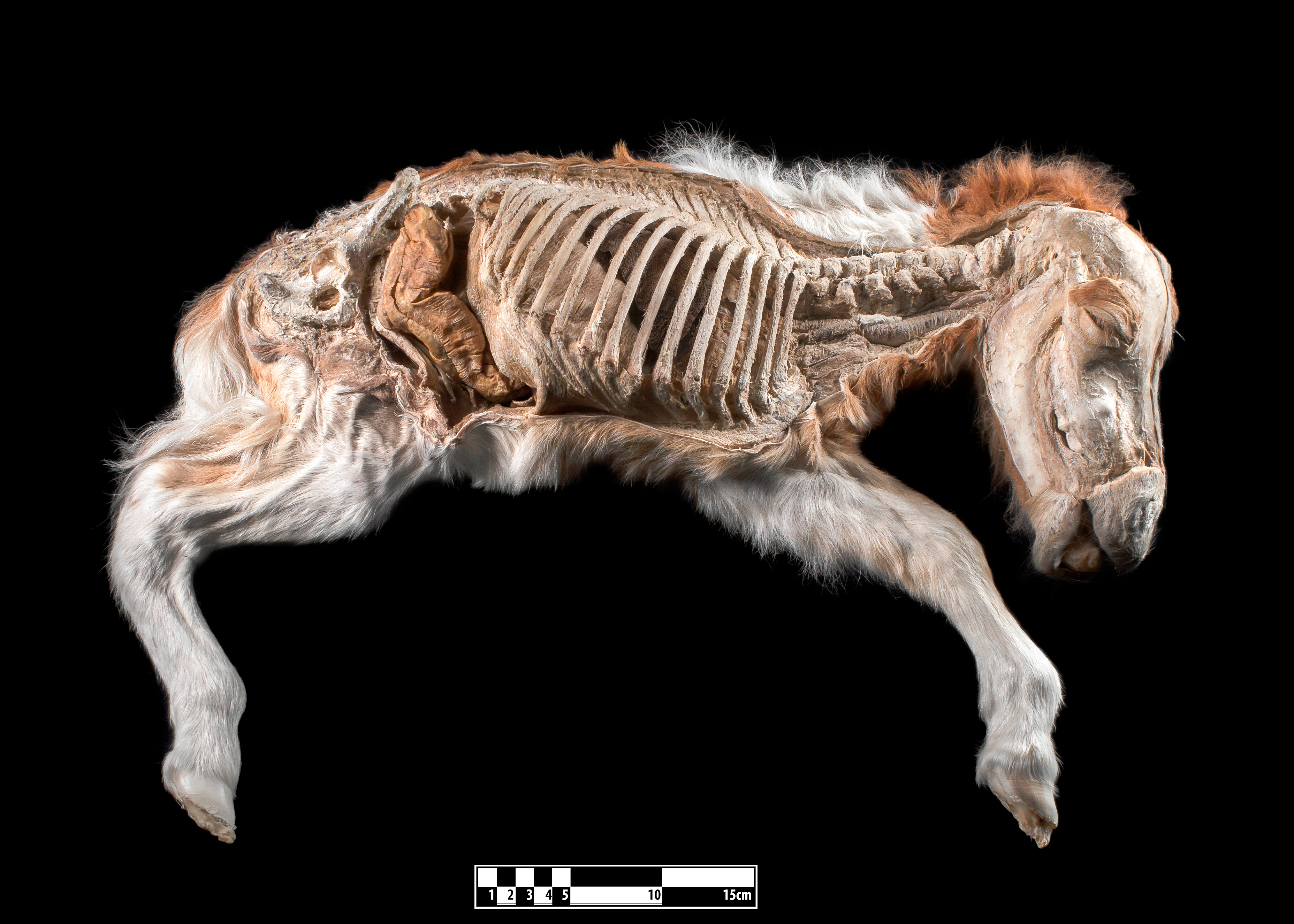
Potro miniatura desidratado
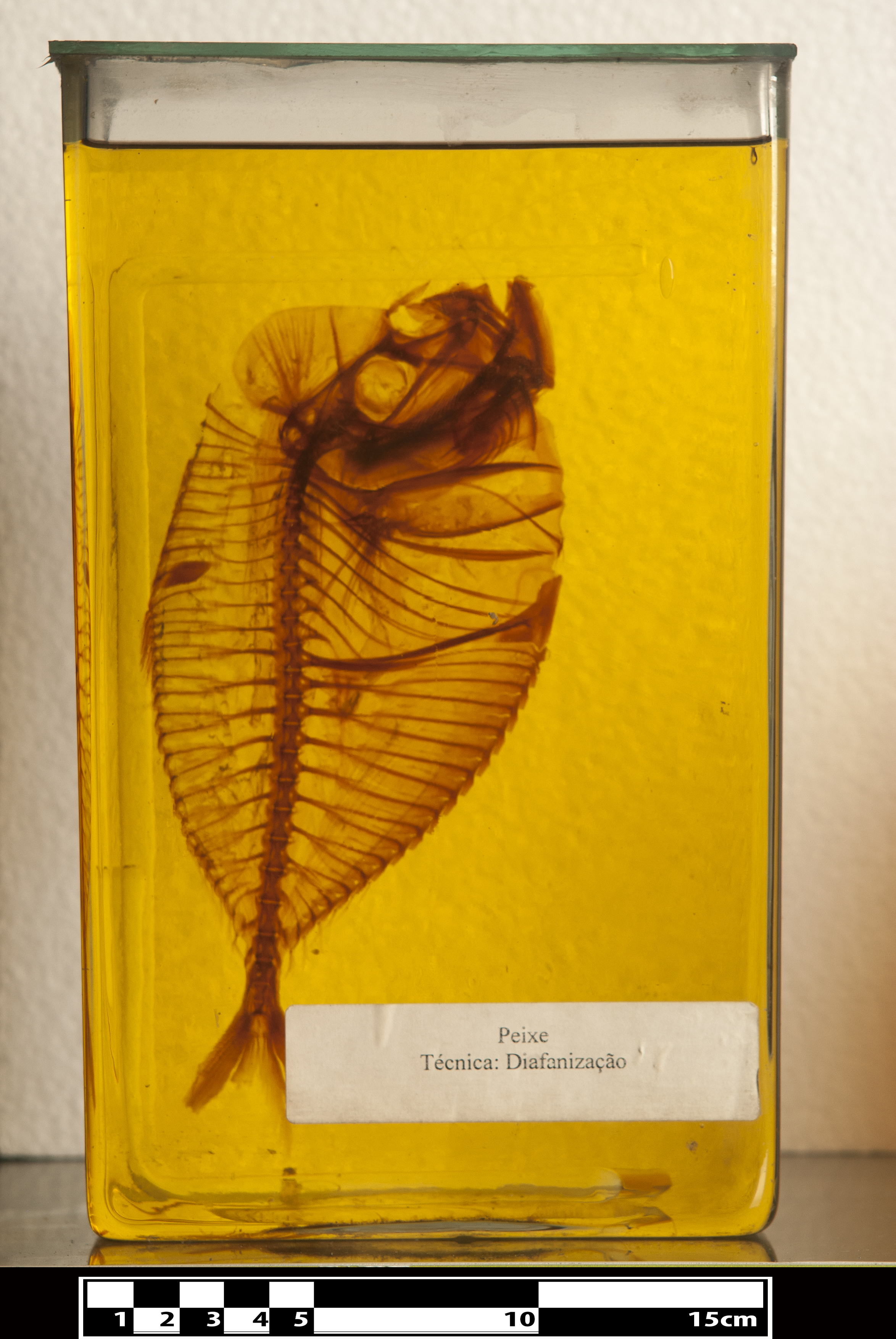
Diafanização de peixe
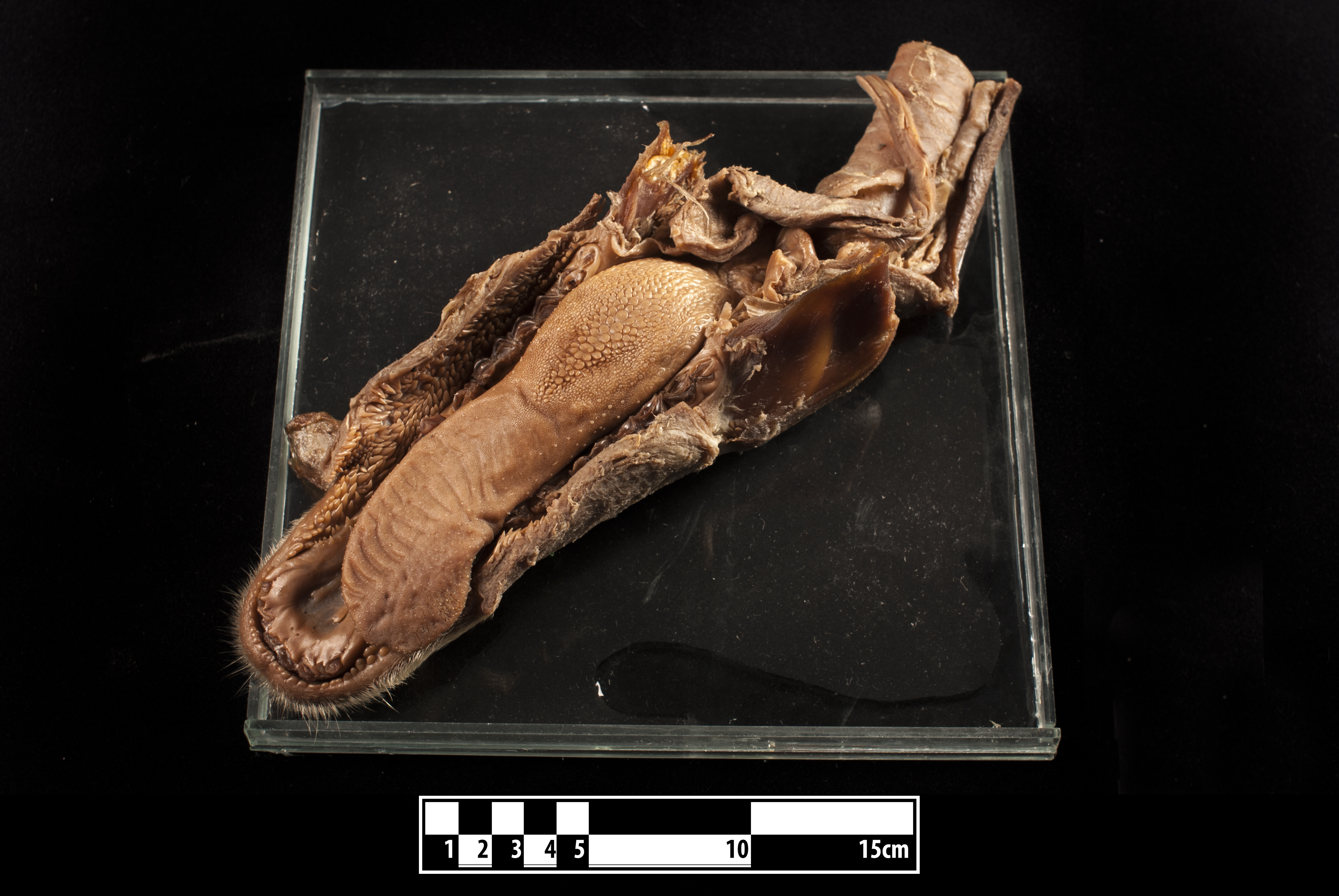
Língua de cabra glicerinada
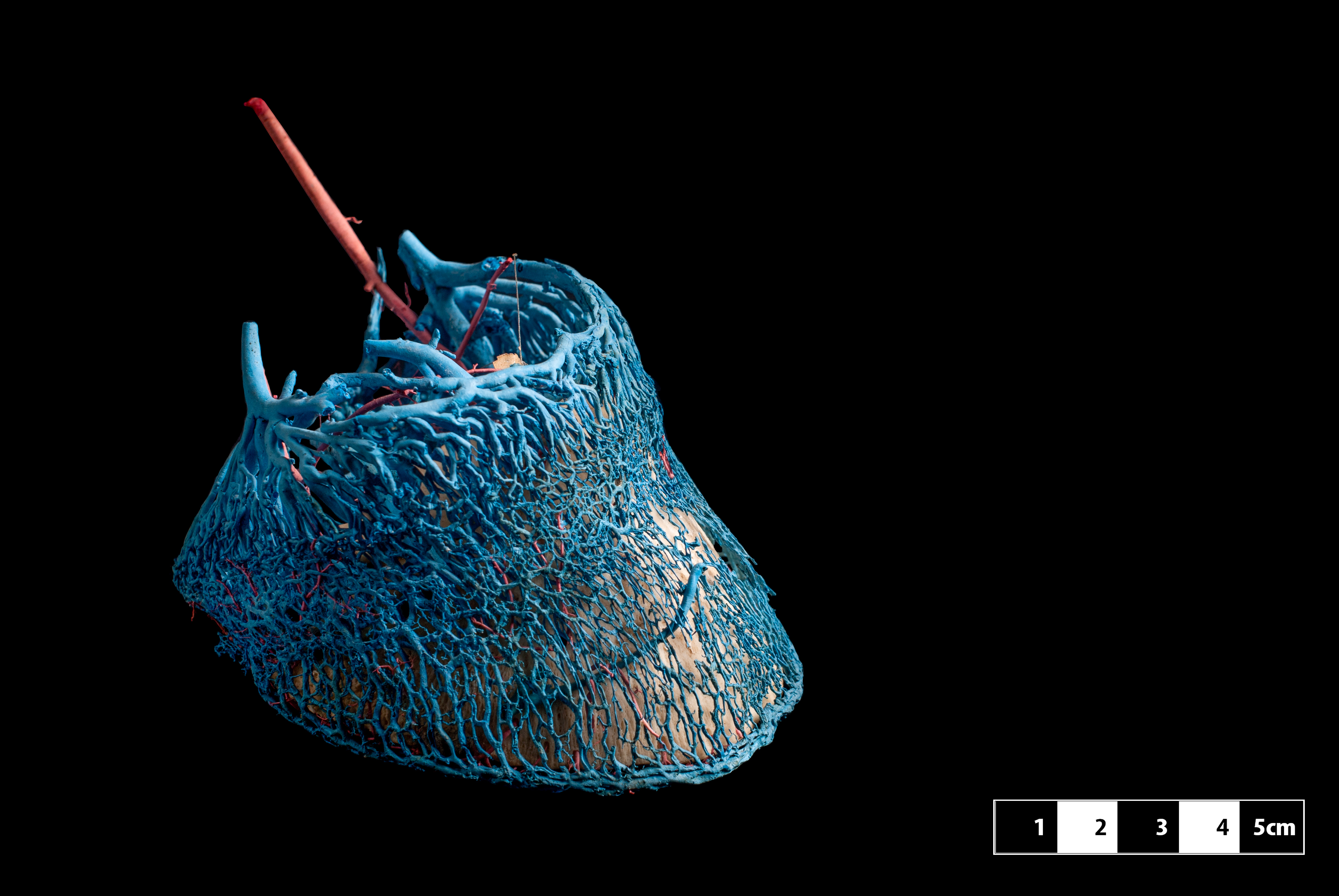
Estrutura vascular de casco de cavalo
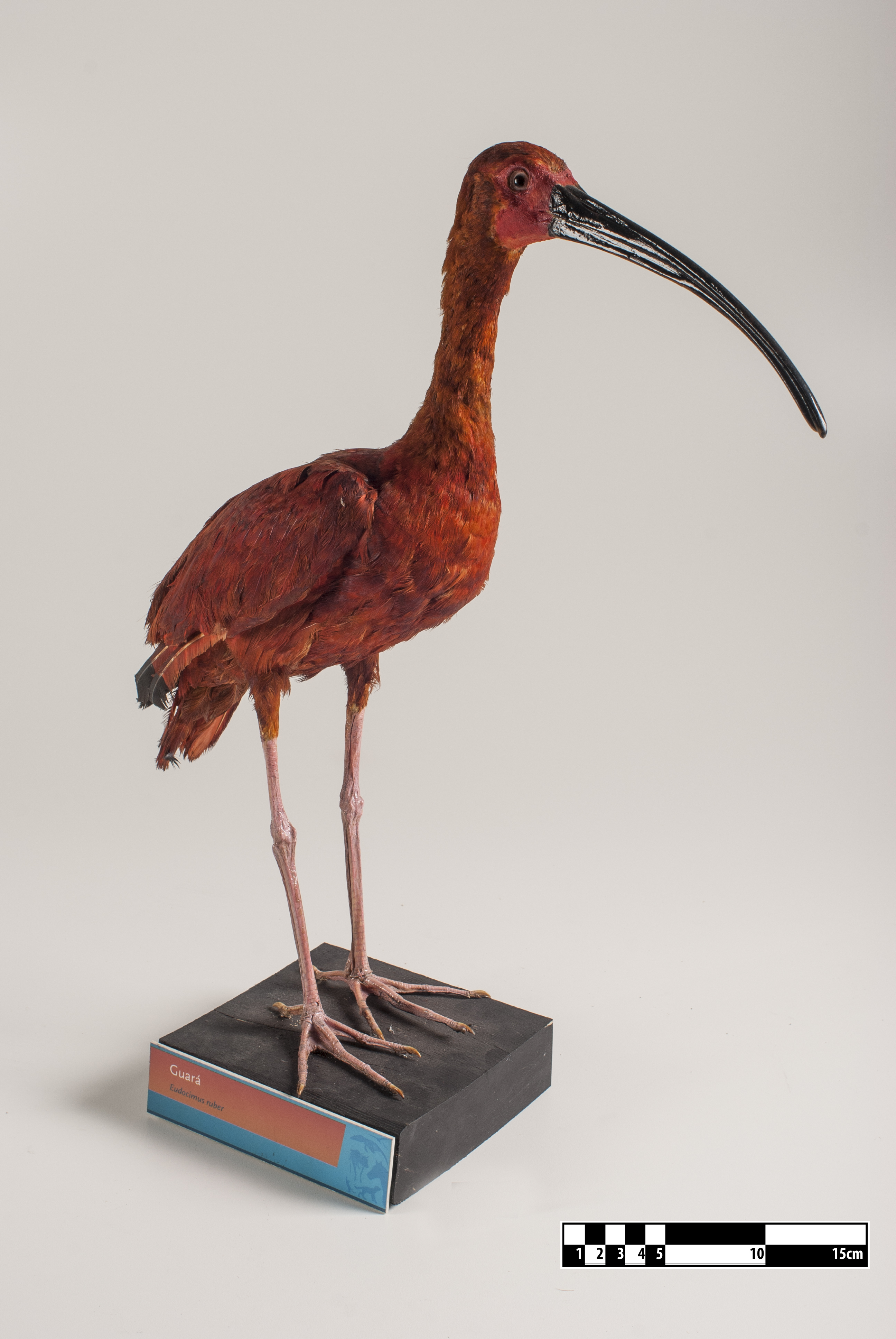
Guará
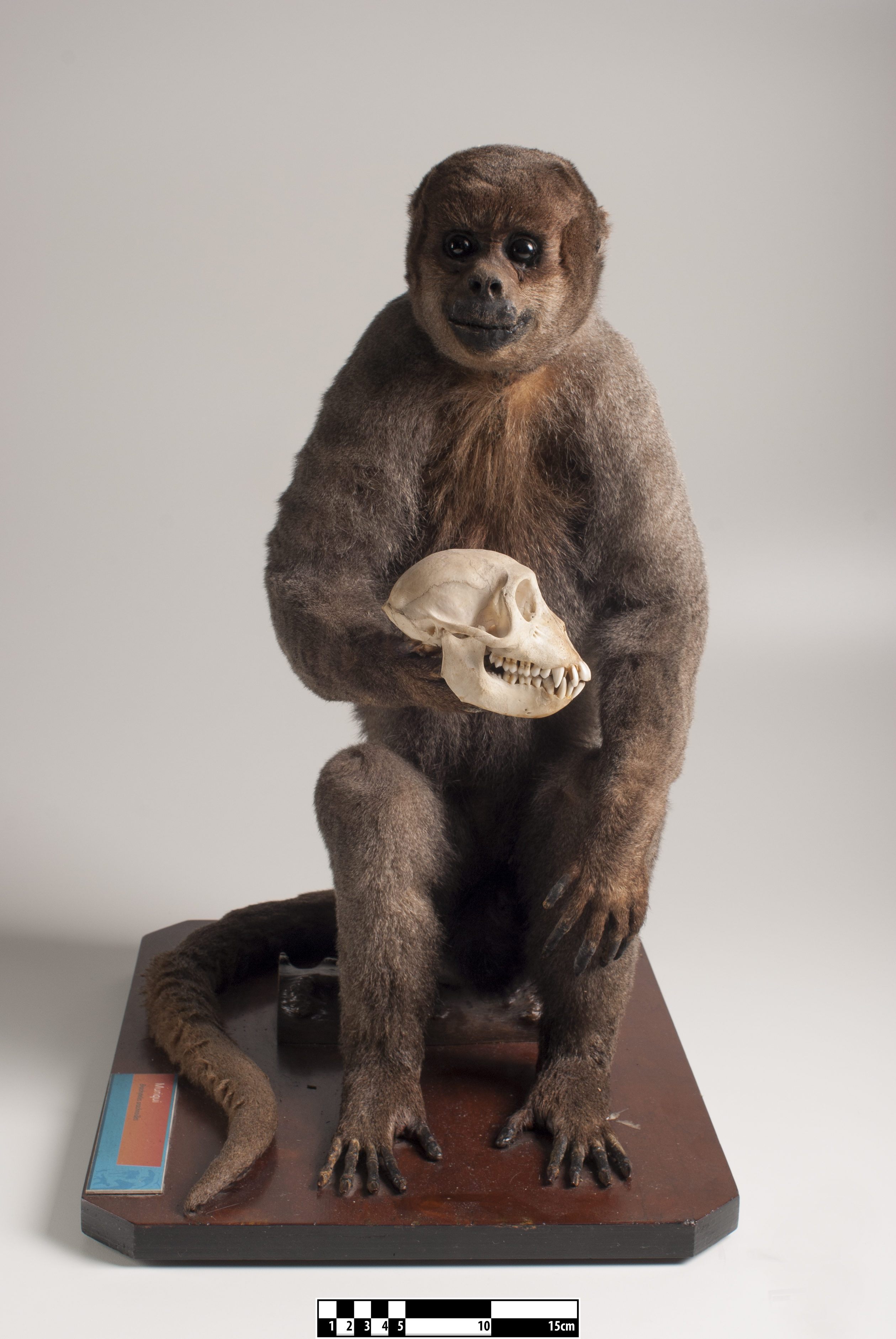
Muriqui
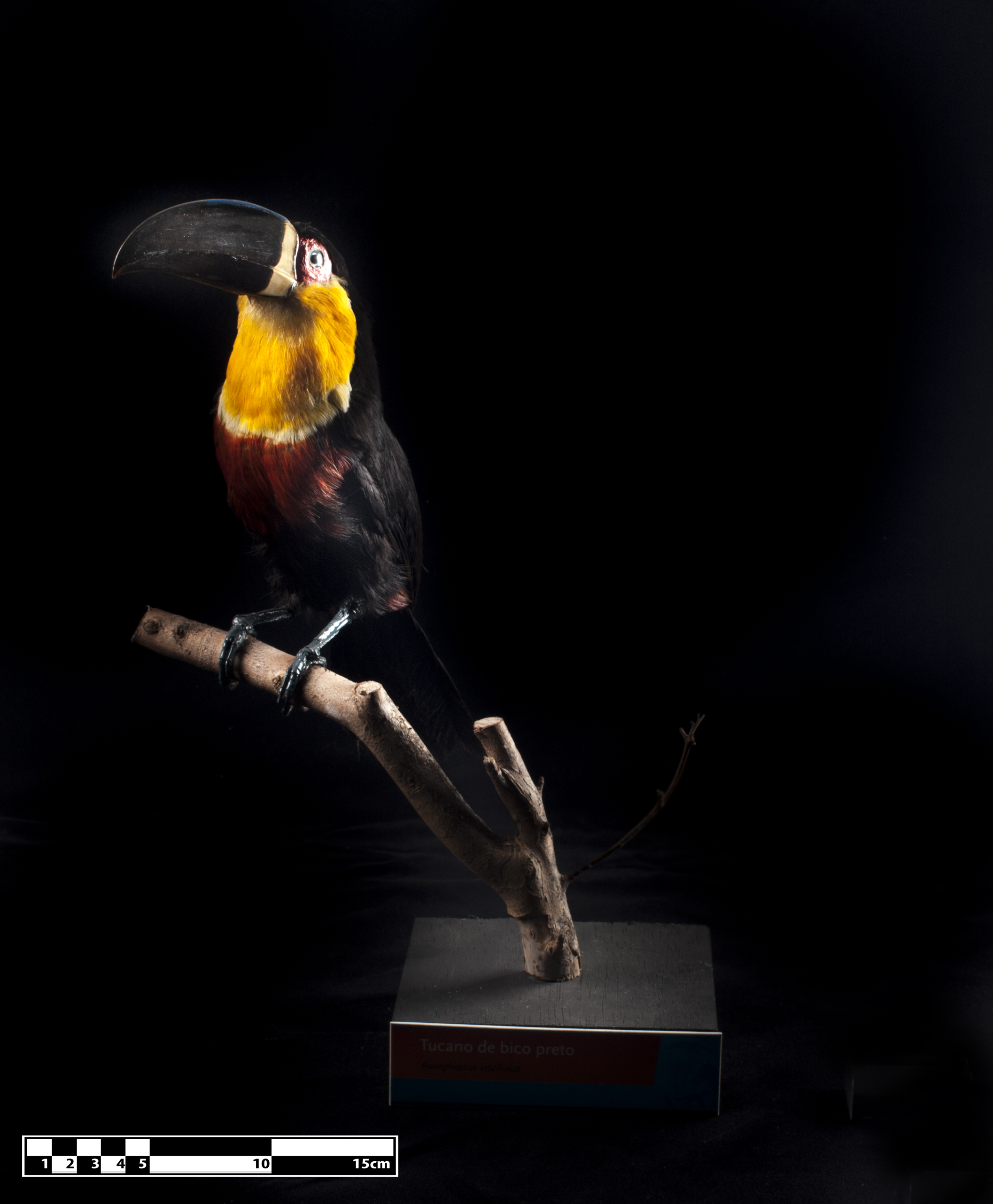
Tucano-de-bico-preto
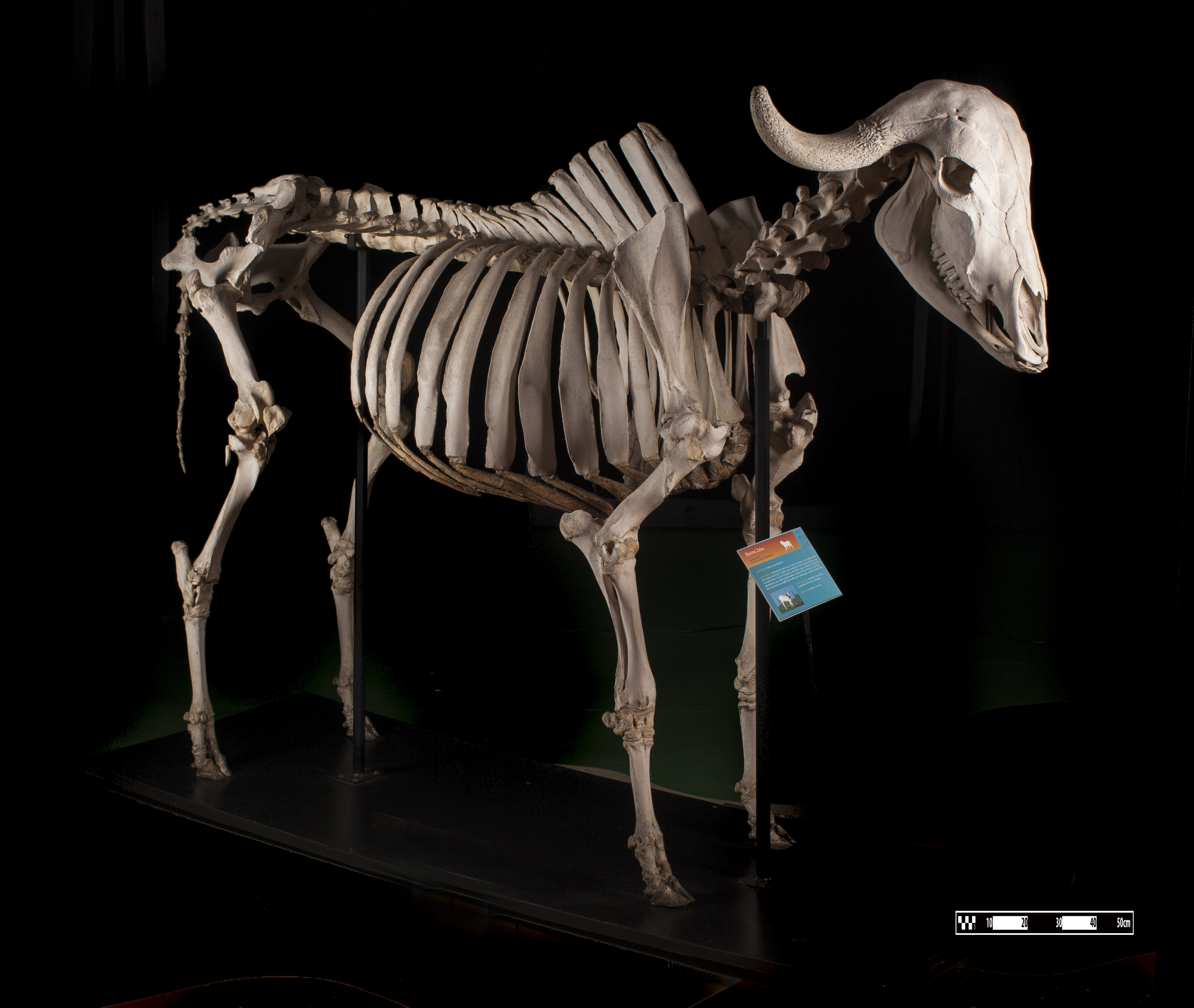
Esqueleto de gir
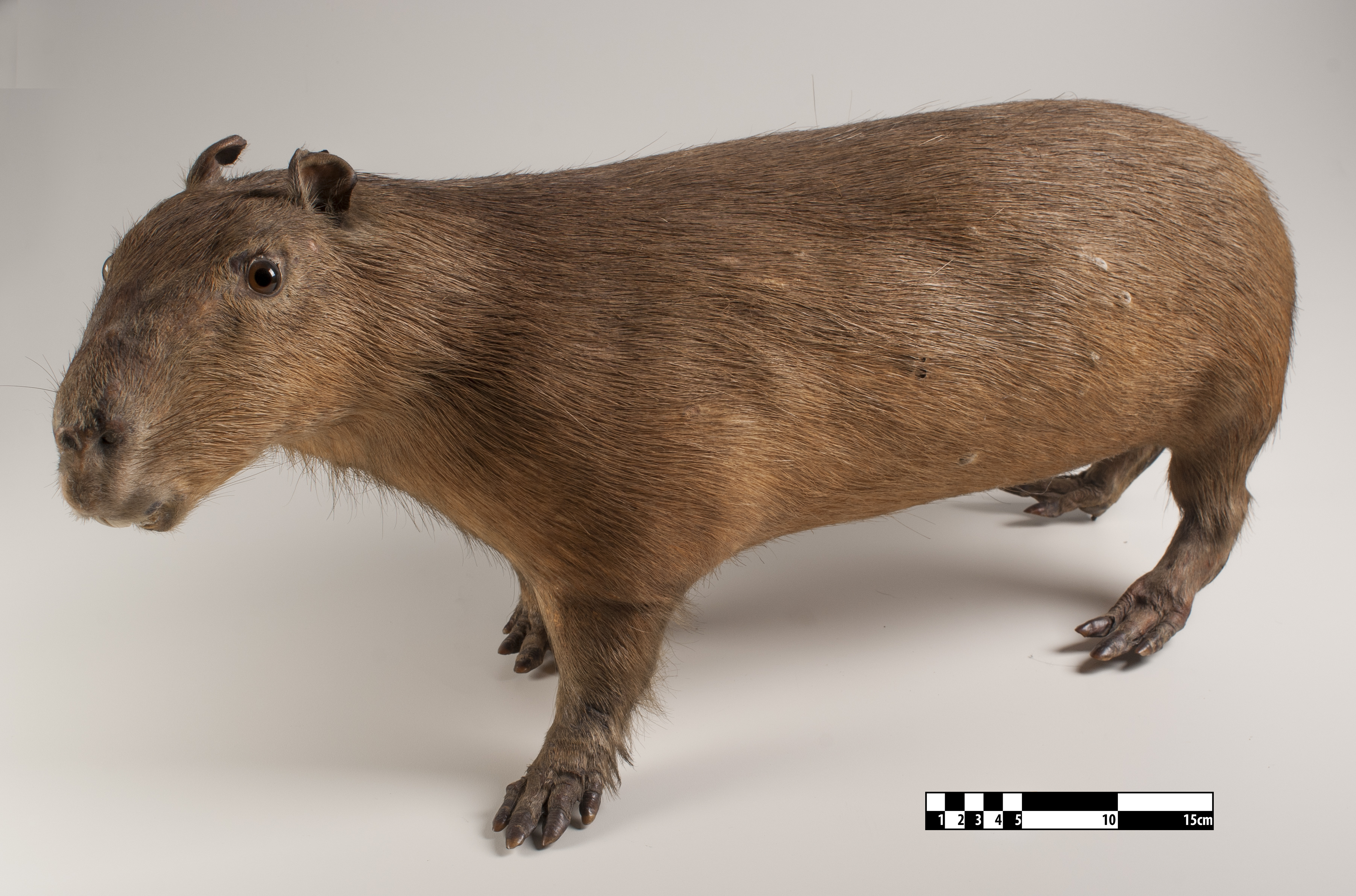
Capivara
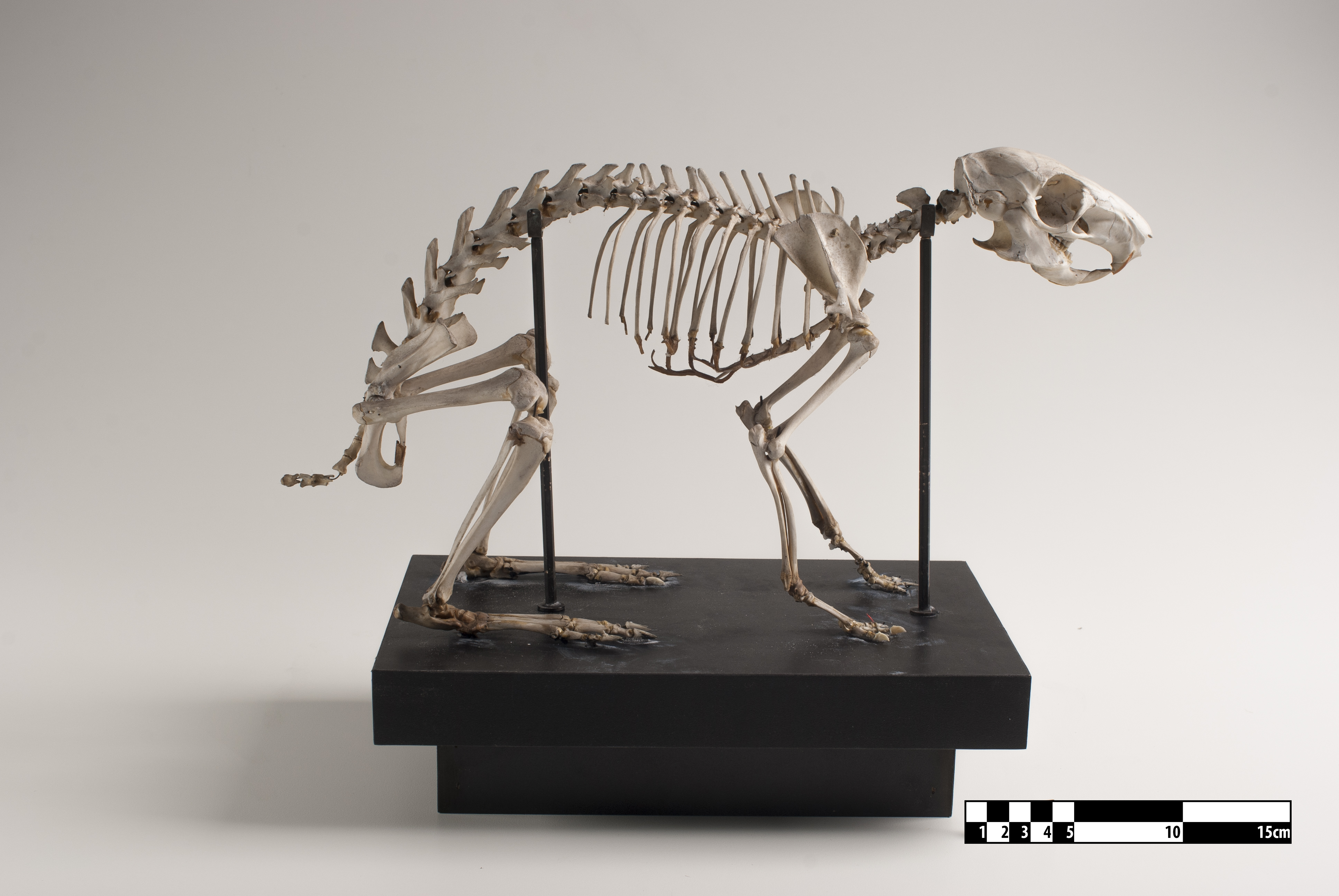
Esqueleto de cutia